# Ètica

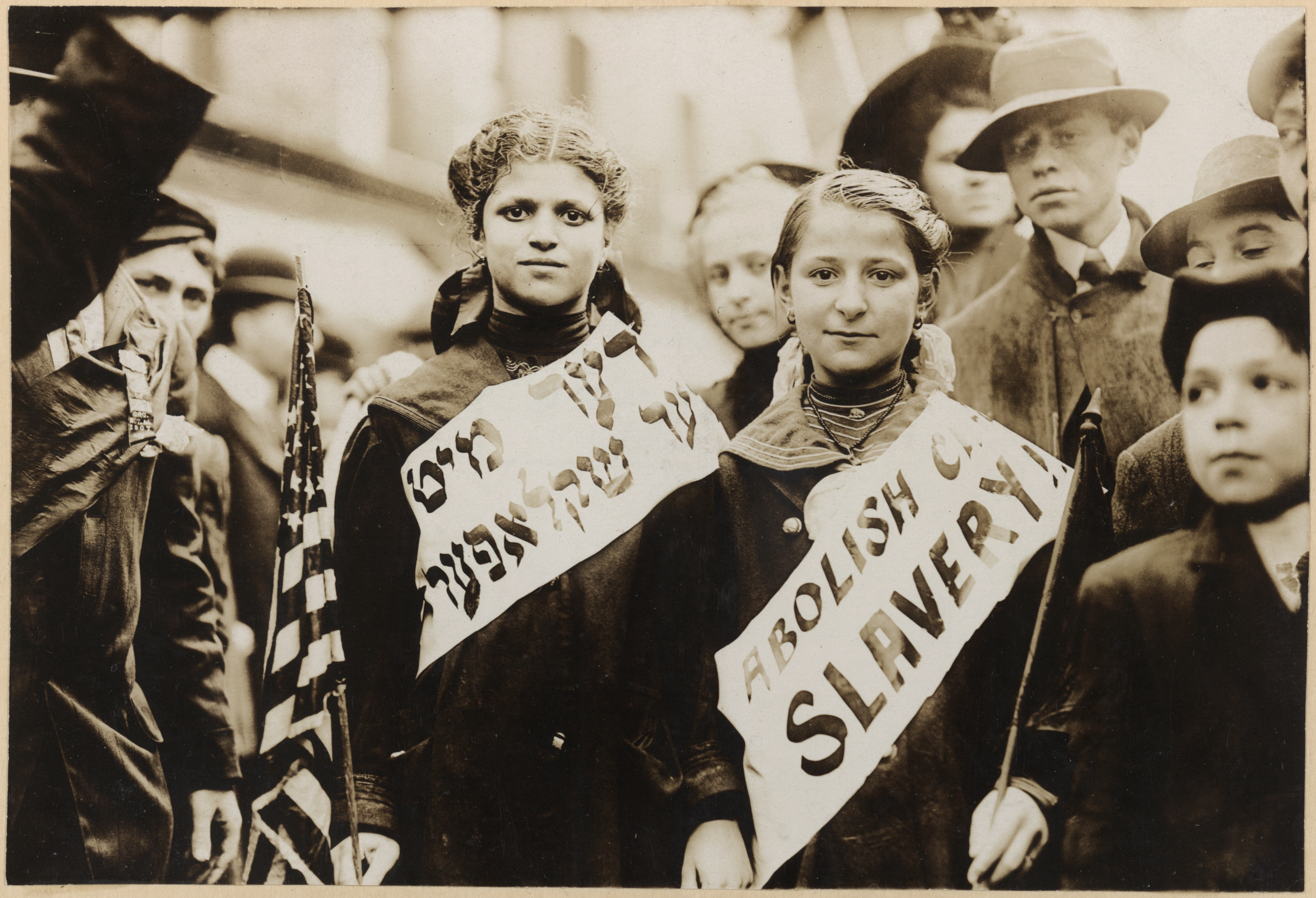
Manifestació per abolir el treball dels infants, New York, 1 de maig del 1909. Exemple d'ètica aplicada.

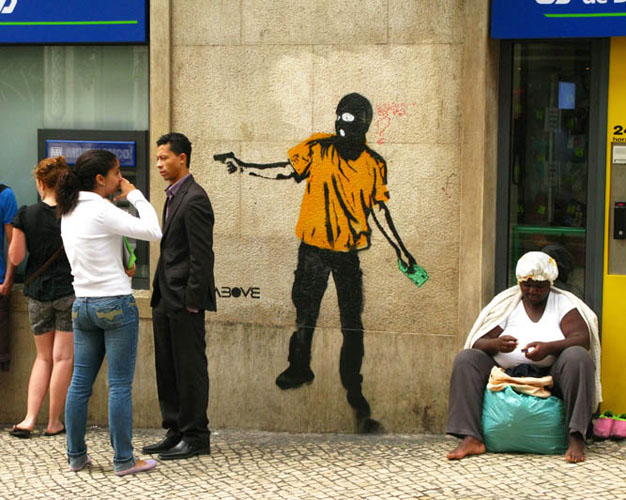
L'ètica, des que sorgix, s'interessa en la repartició de les riqueses.

L'ètica o filosofia de la moral com a doctrina, és una branca de la filosofia que estudia la naturalesa del que es considera bo, adequat o moralment correcte. El camp de l'ètica, juntament amb l'estètica, es preocupa per la reflexió relativa als valors i, com a conseqüència, sobre la branca de la filosofia dita axiologia.
L'ètica procura resoldre qüestions sobre la moralitat humana, definint conceptes com ara el bé i el mal, allò que és bo i dolent, allò que és virtuós o un vici, allò que és just o un crim. Com a camp de recerca intel·lectual, la filosofia moral es relaciona igualment amb els camps de la psicologia moral, l'ètica descriptiva i la teoria dels valors.
Comprèn tres àrees principals d'estudi:
1. Metaètica, mira d'estudiar l'origen, la naturalesa i el significat dels conceptes ètics. Es tracta d'un tipus de filosofia anomenat teòric.
2. Ètica normativa, mira de procurar unes regles o estàndards de conducta humana. Es tracta d'un tipus de filosofia anomenat teòric.
3. Ètica aplicada, és l'aplicació de l'ètica normativa i l'examen de les controvèrsies ètiques específiques a l'ús de l'ètica normativa. Es tracta d'una filosofia de tipus pràctic.

El dilema sobre com s'ha d'actuar sorgix de l'existència de la llibertat de l'ésser humà, a diferència dels animals que només actuen per instint i responent a estímuls, tot i que alguns filòsofs i biòlegs creuen que hi ha una continuïtat evolutiva entre els animals i els humans que difumina aquesta separació taxativa també en l'àmbit de l'ètica.
La reflexió sobre com s'ha d'actuar i la seua teorització es troba ja documentada a l'Edat del Ferro europea i es troba igualment a la Xina antiga on pren forma prematurament d'ètica aplicada i normativa. De fet, les religions hinduista, cristiana, jueva o budista són una mostra evident de l'antigor de la reflexió al voltant dels valors correctes, incorrectes o acceptables. En filosofia clàssica, l'ètica no s'hi resumix només a través dels hàbits o costums socialment definits i comuns, però cerca un fonament teòric per així millorar o trobar el millor mode de vida entre persones, això voldria significar, la cerca del millor estil de vida, tant a l'àmbit privat com al públic. L'ètica incloïa vàries i diverses àrees que hui dia separem dins l'antropologia, la psicologia, la sociologia, l'economia, la pedagoia o la política.
Amb la professionalització creixent i l'especialització del coneixement, sorgides amb la Revolució Industrial, la majoria dels camps l'objecte d'estudi dels quals els havia inclòs tot sovint la filosofia, s'establixen com a disciplines científiques independents, particularment l'ètica. A Europa, amb l'adveniment del cristianisme, l'ètica grega és abandonada per un tipus de raonament més universalista. Aquest raonament predomina a Occident durant l'Edat Moderna, moment en què es reformula per donar peu a diverses àrees d'estudi, així com una aplicació tot sovint deontològica, hereua de la Il·lustració.

## Objecte de l'ètica
L'ètica general estableix els criteris per jutjar si una acció és bona o dolenta i per jutjar els motius i les conseqüències d'un acte. La finalitat de l'ètica fa doncs d'ella mateixa una activitat pràctica. No es tracta de guanyar-se un saber per a ell mateix, sinó d'actuar amb la consciència d'una acció social responsable. És considerada actualment, com la disciplina al fonament de l'ètica aplicada, de l'ètica individual, de l'ètica social i de les diferents formes d'ètiques especialitzades que ens confronten als problemes normatius del seu àmbit particular.

## Diferenciació de l'ètica amb altres disciplines
Les relacions entre moral i ètica són delicades, ja que la distinció entre aquests dos termes mateixos és diferent segons els pensadors. En un sentit « comú », el terme ètic és sinònim de moral, i designa una pràctica encaminada a determinar la forma de viure en un hàbitat corresponent al propòsit o funció en la vida dels éssers humans (ex.: recerca de la felicitat o de la virtut).
Una distinció corrent consisteix a entendre per «moral» el conjunt de les normes pròpies d'un individu, a un grup social o a un poble, en un moment precís de la seva història i a anomenar ètica la recerca del bé per un raonament conscient. Avui en dia, s'utilitza el terme «ètica» generalment per qualificar reflexions teòriques referint-se al valor de les pràctiques i a les condicions d'aquestes pràctiques; l'ètica és també un raonament crític sobre la moralitat de les accions. Es parla per exemple de «comitè d'ètica» al si d'institucions científiques o d'hospitals. L'ètica tindria doncs els seus fonaments en una decisió anomenada racional presa a partir d'un lliure diàleg entre individus conscients dels sabers i les cultures de vegades riques tradicions ideològiques i codis assimilats.
Una altra distinció és proposada per alguns filòsofs contemporanis (Deleuze, Ricoeur, Comte-Sponville, Giuliani, Misrahi...) per definir la moral com un conjunt de funcions (imperatius categòrics que la comanda per fer el bé planteja com un valor absolut, per exemple, " Vostè no ha de matar "), i l'ètica com el compliment dels requisits raonables (tendència natural a lluir el bé com el valor relatiu, la recerca de la felicitat), la qual pot, per exemple, legitimar certs actes mèdics generalment considerats «immorals», com li pràctica de l'eutanàsia, l'avortament, la donació d'òrgans, etc.
La moral està en general vinculada a una tradició històrica i, a vegades, idealista (tipus Kant), que distingeix entre el que és i el que hauria de ser, segons el dogma. Mentre que l'ètica està vinculada a una tradició contemporània i, de vegades, materialista (tipus Spinoza), que només tracta de millorar la percepció de la realitat per un "raonable" en la recerca de la felicitat per tothom.
- Per exemple, la llei es diferencia de la moral i l'ètica en el sentit que no defineix el valor de les accions, el bé/mal, bo o dolent. Defineix el que és permès i és defensat pels poders d'una cultura en una societat.
- La deontologia és per la seva part el conjunt de les obligacions que els professionals es comprometen a respectar per garantir una pràctica conforme al codi d'ètica de la professió.

## Disputes sobre el seu caràcter
El paper i la definició de la doctrina filosòfica i social de l'ètica han estat controvertits al llarg de la història:
- Els filòsofs creuen que és una mena de ciència de la moral, encara que no puguin demostrar-se els seus postulats
- Moltes religions consideren que l'ètica és una branca de la teologia, ja que les normes d'actuació estan prèviament dictades per Déu. La funció de l'ètica seria aplicar aquelles normes a la vida quotidiana i extreure'n noves normes segons les circumstàncies
- En les ciències socials, es creu que tota disciplina porta parella la seva ètica; per exemple l'economia té una ètica determinada pels mitjans per aconseguir els diners, la seva aplicació, les relacions laborals...
- Finalment, com s'ha indicat anteriorment, hi ha qui no està d'acord amb restringir l'ètica als éssers humans, per això parlen d'etologia.

## Història
L'aparició de l'ètica va lligada a l'autoconsciència. La majoria de cultures tenen algun mite per explicar aquest origen.
La filosofia des del començament va ocupar-se de l'ètica. Destaquen, entre molts altres, els noms de Sòcrates o Aristòtil. Altres figures rellevants al llarg del temps són, per exemple, Thomas Hobbes, Kant o Arthur Schopenhauer.
Avui dia l'ètica està molt lligada al dret, ja que cada país té un corpus de lleis que determinen què es pot fer i què no, amb les consegüents sancions. Les lleis sempre responen a una determinada concepció del bé i, per tant, la història del dret i de l'ètica van molt lligades. El dret, però, sempre parteix de normes concretes (lleis), mentre que la reflexió teòrica pot concretar o no uns preceptes.

## Teories ètiques
Segons el centre de reflexió, les teories ètiques poden agrupar-se en quatre blocs:
- Determinades teories ètiques busquen el fi: ser feliç, ser bo, assolir la perfecció, salvar l'ànima. Totes elles exposen una sèrie de normes o passes a seguir per assolir el fi desitjat. Exemples serien l'utilitarisme o els deu manaments del cristianisme.
- Altres es fixen més en les virtuts: les qualitats moralment desitjables o bones que ha de conrear l'ésser humà. Plató ho explicita prou clarament. Un exemple no occidental seria la doctrina de Confuci.
- Unes altres teories se centren en l'acció i el deure: jutgen si allò que hom fa és bo o no segons si s'adequa al que li pertocaria fer. Kant és potser el màxim exponent d'aquesta branca que fonamenta l'ètica en la racionalitat.
- D'altres, encara, es basen en l'estudi dels sentiments i els afectes. Són, especialment els que consideren que el fonament de l'ètica es basa en la capacitat de poder patir. Un acte seria moralment bo si ajudés a eliminar sofriment i moralment dolent si augmentés el sofriment. Els defensors d'aquest corrent emotivista, que arrenca de la filosofia de David Hume són també els que més han insistit, partint de l'evolucionisme en la no separació taxativa entre animals i humans. Actualment un dels seus referents és el filòsof Peter Singer. (Veure Projecte Gran Simi i Bioètica).

Tots aquests sistemes tenen variants segons si es considera que la font de la moral està en el mateix subjecte o si ve dictada des de fora o segons si es parla de normes i judicis absoluts o relatius. A més, s'acostuma a distingir entre la moral individual i la col·lectiva, la que s'ha d'adoptar per permetre la convivència (és el que Jean-Jacques Rousseau anomenava "contracte social").

## Branques de l'ètica
L'ètica se subdivideix en diverses branques, entre elles:

### Ètica normativa
L'ètica descriptiva posa en relleu el que la majoria de la gent creu que és correcte o incorrecte, mentre l'ètica normativa posa l'accent en descriure el que les persones haurien de considerar bo o dolent.
D'altra banda, la classificació que realitza l'ètica normativa de les accions humanes com adequades o inadequades la diferència de la metaética, que estudia la naturalesa de les declaracions morals i, també, la diferència de l'ètica aplicada, la qual exposa les regles en contextos pràctics i que, per tant, s'ocupa de camps específics del comportament humà i de discutir les respostes degudes davant aquestes situacions.
Es refereix a l'aspecte de l'ètica que té a veure exclusivament amb la formació i elaboració de les normes socials, però no amb el seu seguiment o compliment, perquè ja seria l'aspecte fàctic de l'ètica.
Diferents teories d'ètica normativa:
- Els valors morals (axiologia moral)
- La bona vida o vida feliç (eudemonologia)
- El deure, les normes morals o la conducta (deontologia)

### Ètica aplicada
L'ètica aplicada constitueix una de les àrees més prolífiques i actuals de la filosofia contemporània. Els que fan ètica aplicada desenvolupen el seu treball en diverses àrees de la societat on l'ètica té un paper rellevant. Treballen en àmbits com la bioètica, la tecnoètica, l'ètica empresarial, l'ètica ambiental, l'ètica legal, l'enginyeria ètica, l'ètica de la comunicació, l'ètica del ciberespai, etc. Aquests i molts altres àmbits, on es porta a terme un intent de tractar amb problemes ètics que sorgeixen en la vida quotidiana, constitueixen l'objecte d'estudi de l'ètica aplicada.
La noció d'ètica aplicada podria semblar redundant, ja que l'ètica mateixa és una filosofia pràctica, una filosofia de l'acció. Però amb el transcurs del temps, aquesta filosofia pràctica, que Sòcrates exercí en l'Àgora, va anar posant cada vegada més l'accent en els seus components teòrics, fins a gairebé reduir-se en els darrers segles a una reflexió sobre els fonaments de les normes.
L'ètica aplicada s'ocupa d'una parcel·la de la realitat, com:

#### Bioètica
La bioètica és la branca de l'ètica que aspira a proveir els principis orientadors de la conducta humana en el camp biomèdic. Etimològicament prové del grec bios i ethos: "ètica de la vida, l'ètica aplicada a la vida humana i no humana. En un sentit més ampli, però, la Bioètica no es limita a l'àmbit mèdic, sinó que inclou tots els problemes morals que tenen a veure amb la vida en general, estenent d'aquesta manera el seu camp a qüestions relacionades amb el medi ambient i al tracte degut als animals. La bioètica és una disciplina relativament nova i l'origen del terme correspon a l'oncòleg nord-americà Van Rensselaer Potter, qui va utilitzar el terme per primera vegada el 1970 en un article publicat a la revista de la Universitat de Wisconsin "Perspectives in Biology and Medicine" i el títol ostentava per primera vegada aquest terme: "Bioètica: la ciència de la supervivència". Posteriorment, l'any 1971, Potter publica un llibre amb el títol de "Bioètica: Un pont cap al futur" ("Bioethics: Bridge to the future") en el qual es recullen diversos dels seus articles.

#### Ètica hacker
L'ètica hacker és un conjunt de principis morals i filosòfics sorgits i aplicats a les comunitats virtuals de furoners, tot i no ser exclusius d'aquest àmbit ja que molts dels seus valors poden aplicar-se fora del món de la informàtica i la pràctica hacker. És una ètica sorgida i aplicada a les comunitats virtuals o cibercomunitats, encara que no exclusivament. Un dels seus grans mentors ha estat el finès Pekka Himanen. Himanen, en la seva obra L'ètica del hacker i l'esperit de l'era de la informació (que conté un pròleg de Linus Torvalds i un epíleg de Manuel Castells), comença per rescatar una de les accepcions originals del terme furoner (anglès: hacker).
L'ètica de furoners és una ètica de tipus axiològic, és a dir, una ètica basada en una determinada sèrie de valors: Llibertat, consciència social, veritat, antifeixisme, anticorrupció, lluita contra l'alienació de l'individu, igualtat social, lliure accés a la informació (coneixement lliure), valor social (reconeixement entre semblants), accessibilitat, activitat, preocupació responsable i ceativitat, a més de fer que "Cap problema s'hauria de resoldre 2 vegades", al·ludint al fet que el temps dels altres és molt valuós, i quan resolguis quelcom comunica-ho a tots els teus companys hackers perquè puguin resoldre altres problemes, augmentant la productivitat. Segons Pau Contreras, les agrupacions hackers donen lloc a unes configuracions socials en xarxa que es caracteritzen per la seva capacitat de generar coneixement i innovació. Aquestes configuracions en xarxa, anomenades "intel·ligències-xarxa" presenten unes propietats socials basades en la meritocràcia, la concepció pública del coneixement generat i la redistribució d'aquest entre els membres del grup. Segons l'autor, l'organització social dels grups hacker és molt similar a la utilitzada en les societats primitives, amb lideratges no coercitives i sistemes de reputació entre parells basats en l'ètica de furoners com característiques fonamentals.

#### Deontologia professional
La deontologia professional o ètica de les professions (per exemple: ètica mèdica, ètica científica, ètica judicial, etc.).
Una de les diferències quan parlem de "ètica" i "deontologia" és que la primera fa directament referència a la consciència personal, mentre que la segona adopta una funció de model d'actuació en l'àrea d'una col·lectivitat. Per això, amb la concreció i disseny de codis deontològics, a més d'autoregular aquesta professió, es convida al seguiment d'un camí molt concret i a la formació ètica dels comunicadors.
De manera teòrica, podríem diferenciar dos grans grups: l'ètica social i l'ètica individual.
Dins de l'ètica individual es diferencia, també, una ètica interpersonal que és la que regeix el comportament que tenim amb relació a altres individus. Aquí es pot situar l'ètica professional, ja que regeix el comportament del professional en la seva activitat laboral.
Els principis que regeixen la professió s'obtenen a través de mètodes similars als de l'ètica general: dialògic, inductiu i deductiu.
Per conèixer el fonament ètic i moral d'un codi ètic, cal l'estudi de l'activitat professional en si mateixa i no és suficient la labor d'un filòsof que desconegui la professió.
L'ètica de les professions es mou en el nivell entremig de les ètiques específiques o "aplicades". El professional es juga en l'exercici de la seva professió no només ser un bon o mal professional sinó també el seu ésser ètic. No acaba de ser considerada una persona èticament acceptable qui en tots els àmbits actués bé i complís amb els seus deures menys en l'exercici de les seves responsabilitats professionals. L'ètica de les professions es planteja en termes de principis: el principi de beneficència, el principi d'autonomia, el principi de justícia i el principi de no maleficència. El deontològic planteja els temes ètics en termes de normes i deures.
Els principis es distingeixen de les normes per ser més genèrics que aquestes. Els principis posen davant els ulls dels grans temes i valors del viure i de l'actuar. Les normes apliquen els principis a situacions més o menys concretes, més o menys genèriques. Les normes solen fer referència a algun tipus de circumstància, encara que sigui en termes genèrics. Però també els principis es fan intel·ligibles quan adquireixen concreció normativa i fan referència a les situacions en què s'invoquen i s'apliquen. En termes generals un principi enuncia un valor o meta valuosa. Les normes, en canvi, intentant realitzar el principi sota el qual són subsumibles, diuen com s'ha d'aplicar un principi en determinades situacions.
Tant les normes com els principis són universals encara que l'àmbit d'aplicació dels principis sigui més ampli i general que les normes específiques que cauen sota aquest principi.
Des de la perspectiva de l'ètica professional, el primer criteri per jutjar les actuacions professionals serà si s'assoleix i com s'assoleix realitzar aquests béns i proporcionar aquests serveis (principi de beneficència). Com tota actuació professional té com destinatari altres persones, tractar les persones com a tals persones, respectant la seva dignitat, autonomia i drets seria el segon criteri (principi d'autonomia). Les actuacions professionals es porten a terme en un àmbit social amb demandes múltiples que cal jerarquitzar i recursos més o menys limitats que cal administrar amb criteris de justícia (principi de justícia). I, en tot cas, caldrà evitar causar dany, no perjudicar a ningú que pugui quedar implicat o afectat per una actuació professional (principi de no maleficència).

### Metaètica
La metaètica és la valoració de les teories ètiques i els seus fonaments de les ciències auxiliars i complementàries a ella com pot ser la lògica.
Té per objecte els enunciats que contenen els conceptes del llenguatge moral.
En el cas concret de la lògica ens serveix per observar la correcta fonamentació dels "principis" ètics cuidant la validesa de les seves premisses i que d'aquestes se segueixin una conseqüència congruent i consistent.

### Ètica empírica

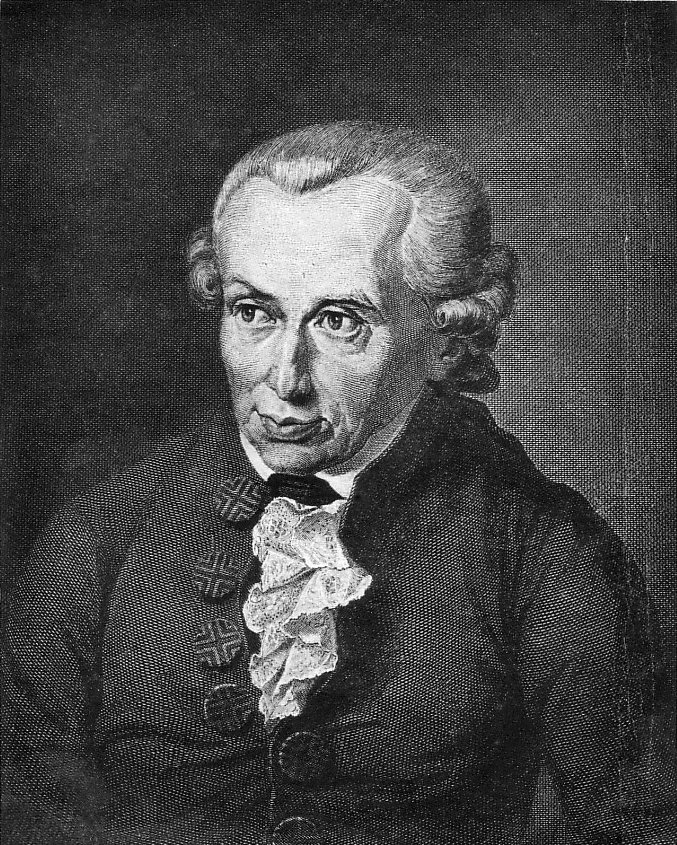
Immanuel Kant defineix i critica l'ètica empírica

Es diu moral o ètica empírica dins de la filosofia kantiana a una ètica basada o formulada a partir de l'experiència. S'oposa a l'ètica formal.
La distinció entre la moral i el formalisme ètic va ser establerta per Kant, en les seves obres de filosofia pràctica, sobretot a La Fonamentació de la metafísica dels costums. La preocupació més profunda del filòsof de Königsberg va consistir a crear una doctrina lliure d'elements derivats del món dels fets, és a dir, un sistema exclusivament racional i a priori.
Entre la moral empírica i l'ètica formal existeix una aguda oposició, pel que fa al mètode que cal treballar per a arribar al coneixement de les regles rectores de la conducta moralment bona. El subjectivisme és una de les variants de l'ètica empírica. Si les idees morals varien d'individu a individu o de societat a societat, el que és bo o dolent mancarà d'existència objectiva, ja que depenen dels judicis de valor de cada subjecte. Així apareixen, d'una banda, al subjectivisme ètic social, anomenat antropològic o subjectivisme ètic específic.

### Ètica utilitarista
L'utilitarisme és un marc teòric per a la moralitat, basat en una maximització quantitativa de conseqüències bones per a una població. La moralitat de qualsevol acció o llei ve definida per la seva utilitat per a la humanitat. Utilitatés una paraula que significa que les conseqüències positives han d'estar maximitzades. Aquestes conseqüències usualment inclouen felicitat o satisfacció de les preferències. L'utilitarisme és a vegades resumit com "el màxim benestar per al màxim nombre de persones". En resum, l'utilitarisme recomana emprar mètodes que produeixin més felicitat o augmentin la felicitat en el món.

### Ètica cristiana
L'ètica cristiana o la teologia moral és una branca de la filosofia que tracta amb el bé i el mal en el comportament humà. La majoria de les religions tenen un component moral, religiós i d'abordar el problema de l'ètica històricament dominada per enfocaments de l'ètica secular. Des del punt de vista teològic en les religions, en la mesura que l'ètica es deriva de veritat revelada de les fonts divines, l'ètica s'estudia com una branca de la teologia. Molts creuen que la Regla d'Or, que ensenya a la gent a "tractar els altres com tu vulguis ser tractat", és un denominador comú en molts dels principals codis morals i les religions.
L'ètica cristiana rau en la pràctica del bé i de les bones obres. Tal com ho mana Crist (Jesús) en l'Evangeli:
"Feu el bé al teu proïsme com a tu mateix" Joan 7,10-19, per altra banda, el bé o el bon obrar està present de manera intrínseca en la persona mateixa la qual ha estat feta a imatge i semblança de Déu.
A la Santa Església Catòlica el Codi de Dret Canònic determina el dret sagrat humà, per tant, la moral i l'ètica. Aquest codi es fonamenta en el treball dels catòlics en estudiar Déu, incloent-hi l'estudi de la Bíblia.
Cal fer notar que en la cultura luterana dels països nòrdics es creu que l'home no és bo en si mateix i que necessita Déu per alliberar-se del seu mal obrar.

#### L'ètica en la Bíblia
Els llibres del Tanakh (un equivalent gairebé exacte a l'Antic Testament), els quals cobreixen un període de molts segles, la qual reflecteix una rica varietat de creences i condicions, des del seu principi com a pastors de tribus nomades fins a la vida a ciutat, des d'un clan henoteista a l'ètica del monoteisme i els seus profetes.
La Bíblia hebrea com un tot, no permet veure els seus ensenyaments sobre ètica bíblica, com una sola unitat. Tot i així, amb un estudi minuciós s'hi pot descobrir un variat nombre de temes ètics.

### Ètica budista
A diferència d'altres religions, al budisme els preceptes ètics existeixen no com imposició sinó com a guies de pràctica. La seva importància és fonamental però alhora han d'estar sotmesos a la indagació personal. Per tant, a escala global existeix sempre un debat continu en referència a qüestions sempre d'actualitat i on no hi ha una postura unilateral.
En aquestes matèries la comunitat budista sol intentar dilucidar els episodis històrics que narren situacions similars succeïts en la vida del Buda. També es recuperen els comentaris dels més famosos mestres de les diferents tradicions. Finalment, sovint en tota interpretació existeix certa acomodació tant a les circumstàncies socials i culturals, al moment històric o ideològic que toca viure. Un comentarista molt referenciat en totes les tradicions a l'hora de discutir aquest tema és l'erudit indi Buddhaghosa (350 dC).
La comunitat budista es divideix entre monjos i laics. Els monjos estan obligats a seguir més de 250 normes de disciplina, el trencament és penat en diferents graus que van des de la confessió pública fins a l'expulsió de l'orde monàstic. Aquest camí estricte de regles s'anomena Vinaya i és una de les tres grans seccions del Cànon budista.
Els laics observen els cinc preceptes.
Cal notar que les escoles i mestres budistes sovint observen l'ètica influïts per la seva perspectiva cultural, la seva pròpia experiència o la seva condició de monjos o laics. Tenim mestres i treballs que són favorables i contraris a l'homosexualitat, a l'avortament, eutanàsia i altres temes d'interès per al món actual.
També de manera general, a totes aquestes qüestions el que s'intenta dilucidar sempre és l'establiment de la compassió. Essent aquesta la base moral de l'ètica budista, s'intenta sempre buscar els darrers fonaments de qualsevol acció, i això no sempre és una tasca fàcil. Aquests exemples poden donar una idea que la moralitat en el budisme també és una cosa que necessita la investigació personal.

### Ètica epicúria
Epicur, va afirmar que «és bo tot el que produeix plaer», car el plaer, segons ell, és el principi i la fi d'una vida feliç. Però perquè el plaer sigui real ha de ser moderat, controlat i racional. Epicur va definir el plaer com la satisfacció de les necessitats del cos i la tranquil·litat de l'ànima. L'ésser humà està compost de cos i ànima, i els plaers de la darrera són superiors als del cos. En la seva opinió, la pau interior es pot assolir en reduir les necessitats del cos i acabar amb les inquietuds i els temors. Per als epicureistes, el dolent és tot allò que li produeix dolor a l'ésser humà. Són les coses que ens fan o ens afecten en el sentit espiritual i a la vegada al cos.

### Ètica de la justícia
John Rawls, es planteja quins són els principis en els que s'hauria de basar la societat perquè aquesta fos justa. Troba la solució dins la teoria contractualista, en la que individu i estat assumeixen un contracte social: l'estat garanteix una igualtat equitativa d'oportunitats per a tots, i els individus es comprometen a formar part d'aquesta societat i a donar-li suport a través d'impostos. És una ètica que defensa l'estat del benestar i la democràcia. En paraules de Rawls, "en una societat justa, tothom hauria d'estar disposat a pertànyer a l'esglaó més baix d'aquesta".